# Lijst van voetbalinterlands Italië - Tsjecho-Slowakije
Deze lijst van voetbalinterlands is een overzicht van alle officiële voetbalwedstrijden tussen de nationale teams van Italië en Tsjecho-Slowakije. De landen speelden in totaal 26 keer tegen elkaar. De eerste ontmoeting, een vriendschappelijke wedstrijd, werd gespeeld in Turijn op 26 februari 1922. Het laatste duel, een groepswedstrijd tijdens het Wereldkampioenschap voetbal 1990, vond plaats op 19 juni 1990 in Rome.

## Wedstrijden
| №  | Plaats     | Datum            | Competitie           | Wedstrijd                  | Uitslag |
| -- | ---------- | ---------------- | -------------------- | -------------------------- | ------- |
| 1  | Turijn     | 26 februari 1922 | Vriendschappelijk    | Italië – Tsjecho-Slowakije | 1 – 1   |
| 2  | Praag      | 27 mei 1923      | Vriendschappelijk    | Tsjecho-Slowakije – Italië | 5 – 1   |
| 3  | Turijn     | 17 januari 1926  | Vriendschappelijk    | Italië – Tsjecho-Slowakije | 3 – 1   |
| 4  | Praag      | 28 oktober 1926  | Vriendschappelijk    | Tsjecho-Slowakije – Italië | 3 – 1   |
| 5  | Milaan     | 20 februari 1927 | Vriendschappelijk    | Italië – Tsjecho-Slowakije | 2 – 2   |
| 6  | Praag      | 23 oktober 1927  | Vriendschappelijk    | Tsjecho-Slowakije – Italië | 2 – 2   |
| 7  | Bologna    | 3 maart 1929     | Vriendschappelijk    | Italië – Tsjecho-Slowakije | 4 – 2   |
| 8  | Rome       | 15 november 1931 | Vriendschappelijk    | Italië – Tsjecho-Slowakije | 2 – 2   |
| 9  | Praag      | 28 oktober 1932  | Vriendschappelijk    | Tsjecho-Slowakije – Italië | 2 – 1   |
| 10 | Florence   | 7 mei 1933       | Vriendschappelijk    | Italië – Tsjecho-Slowakije | 2 – 0   |
| 11 | Rome       | 10 juni 1934     | WK 1934              | Italië – Tsjecho-Slowakije | 2 – 1   |
| 12 | Praag      | 27 oktober 1935  | Vriendschappelijk    | Tsjecho-Slowakije – Italië | 2 – 1   |
| 13 | Genua      | 13 december 1936 | Vriendschappelijk    | Italië – Tsjecho-Slowakije | 2 – 0   |
| 14 | Praag      | 23 mei 1937      | Vriendschappelijk    | Tsjecho-Slowakije – Italië | 0 – 1   |
| 15 | Bari       | 14 december 1947 | Vriendschappelijk    | Italië – Tsjecho-Slowakije | 3 – 1   |
| 16 | Praag      | 26 april 1953    | Vriendschappelijk    | Tsjecho-Slowakije – Italië | 2 – 0   |
| 17 | Genua      | 13 december 1953 | Vriendschappelijk    | Italië – Tsjecho-Slowakije | 3 – 0   |
| 18 | Genua      | 13 december 1958 | Vriendschappelijk    | Italië – Tsjecho-Slowakije | 1 – 1   |
| 19 | Praag      | 1 november 1959  | Vriendschappelijk    | Tsjecho-Slowakije – Italië | 2 – 1   |
| 20 | Florence   | 11 april 1964    | Vriendschappelijk    | Italië – Tsjecho-Slowakije | 0 – 0   |
| 21 | Bratislava | 8 november 1978  | Vriendschappelijk    | Tsjecho-Slowakije – Italië | 3 – 0   |
| 22 | Napels     | 21 juni 1980     | EK 1980              | Italië – Tsjecho-Slowakije | 1 – 1   |
| 23 | Milaan     | 13 november 1982 | EK 1984 kwalificatie | Italië – Tsjecho-Slowakije | 2 – 2   |
| 24 | Praag      | 16 november 1983 | EK 1984 kwalificatie | Tsjecho-Slowakije – Italië | 2 – 0   |
| 25 | Verona     | 7 april 1984     | Vriendschappelijk    | Italië – Tsjecho-Slowakije | 1 – 1   |
| 26 | Rome       | 19 juni 1990     | WK 1990              | Italië – Tsjecho-Slowakije | 2 – 0   |

## Samenvatting
| Competitie        | Totaal gespeeld | Winst Italië | Gelijk | Winst Tsjecho-Slowakije | Doelsaldo Italië – Tsjecho-Slowakije |
| ----------------- | --------------- | ------------ | ------ | ----------------------- | ------------------------------------ |
| WK-eindronde      | 2               | 2            | 0      | 0                       | 4 − 1                                |
| EK-eindronde      | 1               | 0            | 1      | 0                       | 1 − 1                                |
| EK-kwalificatie   | 2               | 0            | 1      | 1                       | 2 − 4                                |
| Vriendschappelijk | 21              | 7            | 7      | 7                       | 32 − 32                              |
| Totaal            | 26              | 9            | 9      | 8                       | 39 − 38                              |

## Details

### Eerste ontmoeting
| Vriendschappelijk (Turijn, Italië, 26 februari 1922): |       |                   |
| Italië | 1 – 1 | Tsjecho-Slowakije |
| Adolfo Baloncieri 52' | goals | 84' Antonín Janda |
| - Debuut van Ferdinand Hajný (Viktoria Žižkov), Antonín Kaliba (Union Žižkov), Antonín Ratzensberger (Slavia Praag), Jaroslav Vlček (Čechie Karlín) en Jaroslav Bohata (AFK Vršovice) voor Tsjecho-Slowakije. |       |                   |

### Vierde ontmoeting
| Vriendschappelijk (Praag, Tsjecho-Slowakije, 28 oktober 1926):                                                        |       |                       |
| Tsjecho-Slowakije | 3 – 1 | Italië                |
| Antonín Puč 7' Josef Čapek 36' Josef Čapek 52'                                                                        | goals | 18' Virgilio Levratto |
| - Debuut van Karel Podrazil (Slavia Praag) voor Tsjecho-Slowakije. - Debuut van Julio Libonatti (Torino) voor Italië. |       |                       |

### 26ste ontmoeting
| WK 1990 (Rome, Italië, 19 juni 1990): |              | |
| Italië | 2 – 0        | Tsjecho-Slowakije |
| Salvatore Schillaci 9' Roberto Baggio 78' | goals        | |
| Azeglio Vicini | bondscoach   | Jozef Vengloš |
| Walter Zenga Giuseppe Bergomi Paolo Maldini Franco Baresi Riccardo Ferri Nicola Berti Roberto Donadoni 51' Fernando De Napoli 66' Salvatore Schillaci Giuseppe Giannini Roberto Baggio | opstellingen | Jan Stejskal Vladimír Kinier Miroslav Kadlec 46' Václav Němeček Ivan Hašek Ľubomír Moravčík Jozef Chovanec Michal Bílek 59' Vladimír Weiss Tomáš Skuhravý Ivo Knoflíček |
| Luigi De Agostini 51' Pietro Vierchowod 66' | wissels      | 46' Július Bielik 59' Stanislav Griga |
| Roberto Baggio 44' Nicola Berti 70' | gele kaarten | 26' Jozef Chovanec 30' Tomáš Skuhravý |